# Badminton-Asienmeisterschaft 2008
Die Badminton-Asienmeisterschaft 2008 fand vom 15. bis 20. April im Bandaraya Stadium in Johor Bahru, Malaysia, statt. Das Preisgeld betrug 125.000 USD.

## Medaillengewinner
| Disziplin    | Gold                        | Silber                        | Bronze                         |
| ------------ | --------------------------- | ----------------------------- | ------------------------------ |
| Herreneinzel | Park Sung-hwan              | Chen Jin                      | Lin Dan                        |
| Herreneinzel | Park Sung-hwan              | Chen Jin                      | Sony Dwi Kuncoro               |
| Dameneinzel  | Jiang Yanjiao               | Wang Lin                      | Wang Chen                      |
| Dameneinzel  | Jiang Yanjiao               | Wang Lin                      | Yip Pui Yin                    |
| Herrendoppel | Jung Jae-sung Lee Yong-dae  | Candra Wijaya Nova Widianto   | Hwang Ji-man Lee Jae-jin       |
| Herrendoppel | Jung Jae-sung Lee Yong-dae  | Candra Wijaya Nova Widianto   | Koo Kien Keat Tan Boon Heong   |
| Damendoppel  | Yang Wei Zhang Jiewen       | Cheng Wen-hsing Chien Yu-chin | Vita Marissa Liliyana Natsir   |
| Damendoppel  | Yang Wei Zhang Jiewen       | Cheng Wen-hsing Chien Yu-chin | Lee Hyo-jung Lee Kyung-won     |
| Mixed        | Flandy Limpele Vita Marissa | Nova Widianto Liliyana Natsir | Fang Chieh-min Cheng Wen-hsing |
| Mixed        | Flandy Limpele Vita Marissa | Nova Widianto Liliyana Natsir | He Hanbin Yu Yang              |

## Resultate

### Herreneinzel
- Nuwan Hettiarachchi –  Mohamed Mazeen: 21-3 / 21-6
- Yongvannak Teav –  Sainbuyan Purevsuren: 11-21 / 21-14 / 21-9
- Lee Chen Yen –  Mikhail Zakharov: 21-7 / 21-8
- Ram Singh Chaudhari –  Rashiu Adam Ibrahim: 21-6 / 21-5
- Zolzaya Munkhbaatar –  Trikishmyrat Poladov: 21-10 / 21-10
- Chanpisey Vann –  Maher F. Abood: 21-11 / 21-15
- Tamadov Jumamuhammed –  Abdul Rasheed Ahmed Lahuzam: 21-18 / 21-16
- Abdul Hannan –  Chan Michael Bryan: 21-23 / 21-8 / 21-7
- Abdulrahman Abbas –  Hassan Afsheem Shaheem: 21-17 / 21-16
- Derek Wong Zi Liang -  Nuon Sophorn: 21-5 / 21-8
- Liu Chih Lun –  Nuwan Hettiarachchi: 21-9 / 15-21 / 21-9
- Md Rais Uddin -  Yongvannak Teav: 21-8 / 18-21 / 21-10
- Lee Chen Yen –  Chan Derrick: 21-7 / 21-4
- Ram Singh Chaudhari –  Zolzaya Munkhbaatar: 21-14 / 21-13
- Chanpisey Vann –  Tamadov Jumamuhammed: 21-4 / 21-10
- Abdul Hannan –  Kousay S. Abdul Hussain: 21-11 / 21-4
- Abdulrahman Abbas -  Ehab Noubani: 21-11 / 21-14
- Derek Wong Zi Liang -  Mohd Naser Mansour Nayef: 21-9 / 21-2
- Lin Dan –  Andreas Adityawarman: 21-13 / 21-13
- Nguyễn Tiến Minh –  Pankaj Chand: 21-8 / 21-2
- Ronald Susilo –  Ali Shahhosseini: 21-17 / 21-10
- Liao Sheng-shiun -  Abdul Hannan: 21-8 / 21-17
- Lee Hyun-il –  Christopher Flores: 21-13 / 21-8
- Dinuka Karunaratne –  Kennevic Asuncion: 21-17 / 21-18
- Ng Wei –  Liu Chih Lun: 21-12 / 21-16
- Tommy Sugiarto -  Chanpisey Vann: 21-4 / 21-8
- Chen Jin –  Ashton Chen Yong Zhao: 21-10 / 21-10
- Hiroyuki Endo –  Chetan Anand: 21-19 / 26-24
- Simon Santoso –  Anand Pawar: 21-16 / 21-9
- Alamsyah Yunus –  Hsueh Hsuan-yi: 21-16 / 21-9
- Chen Yu –  Sho Sasaki: 22-20 / 21-10
- Shih Kuei-chun –  Pashupati Paneru: 21-10 / 21-14
- Wong Choong Hann –  Poompat Sapkulchananart: 21-15 / 21-13
- Kenichi Tago –  Derek Wong Zi Liang: 21-9 / 21-12
- Hsieh Yu-hsing –  Dương Phương Nam: 21-13 / 21-11
- Shoji Sato –  Nguyễn Ngọc Tung: 21-13 / 21-8
- Pakkawat Vilailak –  Ram Singh Chaudhari: 21-6 / 21-10
- Sony Dwi Kuncoro –  Balaram Thapa: 21-12 / 21-7
- Arif Abdul Latif –  Chan Yan Kit: 21-16 / 25-23
- Kashyap Parupalli –  Lu Yi: 11-21 / 21-17 / 21-10
- Bao Chunlai –  Jun Takemura: 21-13 / 21-16
- Tan Chun Seang -  Saravuth Prum: 21-7 / 21-5
- Lee Yen Hui Kendrick –  Enkhbat Olonbayar: 21-4 / 21-8
- Park Sung-hwan –  Anup Sridhar: 21-9 / 21-13
- Yeoh Kay Bin -  Md Rais Uddin: 21-6 / 21-12
- Boonsak Ponsana –  Lee Chen Yen: 21-4 / 21-15
- Zhu Weilun –  Ian Mendez: 21-11 / 21-5
- Lee Chong Wei –  Tanongsak Saensomboonsuk: 21-13 / 21-13
- Muhammad Hafiz Hashim –  Niluka Karunaratne: w.o.
- Wong Wai Hong –  Abdulrahman Abbas: w.o.
- Lin Dan –  Nguyễn Tiến Minh: 19-21 / 21-14 / 21-16
- Ronald Susilo –  Liao Sheng-shiun: 21-9 / 21-19
- Lee Hyun-il –  Dinuka Karunaratne: 21-11 / 21-14
- Ng Wei –  Tommy Sugiarto: 16-21 / 22-20 / 21-16
- Simon Santoso –  Alamsyah Yunus: 14-21 / 21-16 / 21-16
- Chen Yu –  Shih Kuei-chun: 21-14 / 21-19
- Wong Choong Hann –  Kenichi Tago: 21-17 / 21-14
- Hsieh Yu-hsing –  Shoji Sato: 18-21 / 21-12 / 21-16
- Sony Dwi Kuncoro –  Pakkawat Vilailak: 21-17 / 21-19
- Muhammad Hafiz Hashim –  Arif Abdul Latif: 21-16 / 21-17
- Bao Chunlai –  Kashyap Parupalli: 21-16 / 21-13
- Tan Chun Seang –  Lee Yen Hui Kendrick: 21-16 / 21-16
- Park Sung-hwan –  Wong Wai Hong: 21-7 / 21-6
- Boonsak Ponsana –  Yeoh Kay Bin: 21-10 / 21-13
- Lee Chong Wei –  Zhu Weilun: 17-21 / 21-16 / 21-6
- Chen Jin –  Hiroyuki Endo: w.o.
- Lin Dan –  Ronald Susilo: 21-14 / 23-25 / 21-16
- Lee Hyun-il –  Ng Wei: 21-10 / 21-16
- Chen Jin –  Simon Santoso: 21-17 / 21-12
- Wong Choong Hann –  Chen Yu: 21-19 / 21-9
- Sony Dwi Kuncoro –  Hsieh Yu-hsing: 21-13 / 21-12
- Muhammad Hafiz Hashim –  Bao Chunlai: 21-23 / 21-15 / 21-15
- Park Sung-hwan –  Tan Chun Seang: 21-11 / 21-11
- Boonsak Ponsana –  Lee Chong Wei: 21-16 / 10-21 / 21-15
- Lin Dan –  Lee Hyun-il: 21-12 / 21-10
- Chen Jin –  Wong Choong Hann: 21-11 / 21-18
- Sony Dwi Kuncoro –  Muhammad Hafiz Hashim: 21-16 / 21-17
- Park Sung-hwan –  Boonsak Ponsana: 17-21 / 23-21 / 21-17
- Chen Jin –  Lin Dan: 21-13 / 21-14
- Park Sung-hwan –  Sony Dwi Kuncoro: 14-21 / 21-16 / 21-19
- Park Sung-hwan –  Chen Jin: 21-18 / 21-18

### Dameneinzel
- Veronika Sorokina –  Violetta Arutyunyan: 21-5 / 21-9
- Chen Shih Ying –  Vũ Thị Trang: 19-21 / 21-19 / 21-18
- Chiang Pei-hsin –  Sumina Shrestha: 21-10 / 21-11
- Vivian Hoo Kah Mun -  Kaled Alkhalife Razan: 21-11 / 21-3
- Thi Thanh Thuy Le -  Aktar Shapla: 21-5 / 21-3
- Rawan Mohamed –  Valeriya Efremova: 21-8 / 21-14
- Chen Hsiao-huan –  Nary Thapa: 21-2 / 21-4
- Elizaveta Yakovleva –  Sujana Shrestha: 21-16 / 21-17
- Vivian Hoo Kah Mun –  Thi Thanh Thuy Le: 10-21 / 21-12 / 21-19
- Rawan Mohamed –  Zolzaya Gankhuyag: 21-7 / 21-4
- Chen Hsiao-huan -  Konika Rani Adhikary: 21-10 / 21-11
- Thái Thị Hồng Gấm –  Elizaveta Yakovleva: 11-21 / 21-18 / 21-8
- Chen Shih Ying –  Veronika Sorokina: 21-5 / 22-20
- Chiang Pei-hsin –  Vivian Hoo Kah Mun: 21-16 / 21-15
- Chen Hsiao-huan -  Rawan Mohamed: 21-5 / 21-6
- Wang Chen –  Chen Shih Ying: 21-7 / 21-8
- Chiang Pei-hsin –  Chandrika de Silva: 21-16 / 21-10
- Lydia Cheah Li Ya –  Kaori Mori: 21-14 / 21-14
- Kaori Imabeppu –  Huang Chia-hsin: 21-13 / 25-23
- Eriko Hirose –  Salakjit Ponsana: 21-13 / 15-21 / 21-12
- Jiang Yanjiao –  Xing Aiying: 21-12 / 21-15
- Julia Wong Pei Xian –  Saina Nehwal: 21-15 / 16-21 / 21-17
- Ai Goto –  Tee Jing Yi: 21-11 / 21-5
- Mong Kwan Yi –  Soratja Chansrisukot: 19-21 / 21-14 / 21-17
- Yu Hirayama –  Anita Raj Kaur: 21-17 / 21-13
- Fu Mingtian –  Chen Hsiao-huan: 21-13 / 19-21 / 23-21
- Yip Pui Yin –  Aditi Mutatkar: 14-21 / 21-12 / 22-20
- Wang Lin –  Thilini Jayasinghe: 21-9 / 21-8
- Cheng Shao-chieh –  Thái Thị Hồng Gấm: 21-13 / 21-17
- Porntip Buranaprasertsuk –  Trupti Murgunde: 21-11 / 21-14
- Wong Mew Choo –  Lê Ngọc Nguyên Nhung: 21-10 / 21-6
- Wang Chen –  Chiang Pei-hsin: 21-11 / 21-10
- Kaori Imabeppu –  Lydia Cheah Li Ya: 13-21 / 21-14 / 21-16
- Jiang Yanjiao –  Eriko Hirose: 21-10 / 21-12
- Ai Goto –  Julia Wong Pei Xian: 21-12 / 21-12
- Yu Hirayama –  Mong Kwan Yi: 21-14 / 21-9
- Yip Pui Yin –  Fu Mingtian: 21-17 / 21-17
- Wang Lin –  Cheng Shao-chieh: 21-16 / 19-21 / 22-20
- Wong Mew Choo –  Porntip Buranaprasertsuk: 19-21 / 21-15 / 21-16
- Wang Chen –  Kaori Imabeppu: 21-13 / 21-9
- Jiang Yanjiao –  Ai Goto: 21-15 / 21-6
- Yip Pui Yin –  Yu Hirayama: 22-20 / 21-8
- Wang Lin –  Wong Mew Choo: 21-19 / 21-14
- Jiang Yanjiao –  Wang Chen: 21-17 / 21-16
- Wang Lin –  Yip Pui Yin: 21-14 / 21-18
- Jiang Yanjiao –  Wang Lin: 18-21 / 21-18 / 21-13

### Herrendoppel
- Chan Derrick /  Chan Michael Bryan –  Hassan Afsheem Shaheem /  Rashiu Adam Ibrahim: 21-13 / 21-15
- Sainbuyan Purevsuren /  Zolzaya Munkhbaatar –  Kousay S. Abdul Hussain /  Abdulrahman Abbas: 18-21 / 21-14 / 21-18
- Choong Tan Fook /  Lee Wan Wah -  Abdul Hannan /  Md Rais Uddin: 21-9 / 21-13
- Prum Saravuth /  Yongvannak Teav –  Trikishmyrat Poladov /  Tamadov Jumamuhammed: 21-9 / 21-7
- Lee Jae-jin /  Hwang Ji-man –  Sainbuyan Purevsuren /  Zolzaya Munkhbaatar: 21-5 / 21-3
- Hu Chung-shien /  Tsai Chia-hsin –  Hui Wai Ho /  Leung Chun Yiu: 21-14 / 21-16
- Alvent Yulianto /  Luluk Hadiyanto –  Rupesh Kumar /  Sanave Thomas: 21-7 / 23-21
- Dương Bảo Đức /  Phạm Cao Hiếu –  Abdul Rasheed Ahmed Lahuzam /  Mohamed Mazeen: 21-3 / 21-3
- Shintaro Ikeda /  Shuichi Sakamoto –  Chan Derrick /  Chan Michael Bryan: 21-9 / 21-6
- Candra Wijaya /  Nova Widianto –  Balaram Thapa /  Pashupati Paneru: 21-4 / 21-12
- Albertus Susanto Njoto /  Yohan Hadikusumo Wiratama –  Christopher Flores /  Ian Mendez: 21-8 / 21-13
- Zakry Abdul Latif /  Fairuzizuan Tazari –  Van Le /  Nguyễn Ngọc Mạnh: 21-12 / 21-7
- Keishi Kawaguchi /  Naoki Kawamae –  Chien Yu-hsun /  Lin Yu-lang: 21-18 / 21-17
- Koo Kien Keat /  Tan Boon Heong -  Nuon Sophorn /  Chanpisey Vann: 21-6 / 21-6
- Akshay Dewalkar /  Valiyaveetil Diju -  Ehab Noubani /  Mohd Naser Mansour Nayef: 21-6 / 21-4
- Keita Masuda /  Tadashi Ohtsuka –  Fang Chieh-min /  Lee Sheng-mu: 21-18 / 21-18
- Hendra Gunawan /  Joko Riyadi –  Songphon Anugritayawon /  Tesana Panvisavas: 21-12 / 21-13
- Jung Jae-sung /  Lee Yong-dae –  Pankaj Chand /  Ram Singh Chaudhari: 21-8 / 21-8
- Choong Tan Fook /  Lee Wan Wah -  Prum Saravuth /  Yongvannak Teav: 21-8 / 21-9
- Lee Jae-jin /  Hwang Ji-man –  Hu Chung-shien /  Tsai Chia-hsin: 23-21 / 21-10
- Alvent Yulianto /  Luluk Hadiyanto –  Dương Bảo Đức /  Phạm Cao Hiếu: 21-11 / 21-7
- Candra Wijaya /  Nova Widianto –  Shintaro Ikeda /  Shuichi Sakamoto: 22-20 / 21-7
- Zakry Abdul Latif /  Fairuzizuan Tazari –  Albertus Susanto Njoto /  Yohan Hadikusumo Wiratama: 21-16 / 22-20
- Koo Kien Keat /  Tan Boon Heong –  Keishi Kawaguchi /  Naoki Kawamae: 21-13 / 21-14
- Keita Masuda /  Tadashi Ohtsuka –  Akshay Dewalkar /  Valiyaveetil Diju: 21-16 / 21-14
- Jung Jae-sung /  Lee Yong-dae –  Hendra Gunawan /  Joko Riyadi: 21-16 / 22-20
- Lee Jae-jin /  Hwang Ji-man –  Choong Tan Fook /  Lee Wan Wah: 16-21 / 21-17 / 21-8
- Candra Wijaya /  Nova Widianto –  Alvent Yulianto /  Luluk Hadiyanto: 22-20 / 25-23
- Koo Kien Keat /  Tan Boon Heong –  Zakry Abdul Latif /  Fairuzizuan Tazari: 21-11 / 12-21 / 21-10
- Jung Jae-sung /  Lee Yong-dae –  Keita Masuda /  Tadashi Ohtsuka: 21-14 / 21-14
- Candra Wijaya /  Nova Widianto –  Lee Jae-jin /  Hwang Ji-man: 21-15 / 19-21 / 21-17
- Jung Jae-sung /  Lee Yong-dae –  Koo Kien Keat /  Tan Boon Heong: 16-21 / 21-16 / 21-18
- Jung Jae-sung /  Lee Yong-dae –  Candra Wijaya /  Nova Widianto: 21-16 / 21-18

### Damendoppel
- Jwala Gutta /  Shruti Kurien –  Liu Fan Frances /  Vanessa Neo Yu Yan: 21-15 / 24-22
- Jiang Yanmei /  Li Yujia –  Lim Pek Siah /  Ooi Yu Hang: 21-15 / 21-9
- Porntip Buranaprasertsuk /  Soratja Chansrisukot –  Chang Yun-ju /  Liu Shu-chih: 21-15 / 19-21 / 21-16
- Vita Marissa /  Liliyana Natsir –  Sujana Shrestha /  Sumina Shrestha: 21-11 / 21-9
- Aki Akao /  Tomomi Matsuda –  Chau Hoi Wah /  Louisa Koon Wai Chee: 21-10 / 24-22
- Tsai Pei-ling /  Yang Chia-tseng –  Chandrika de Silva /  Thilini Jayasinghe: 21-14 / 21-7
- Ha Jung-eun /  Kim Min-jung –  Woon Khe Wei /  Goh Liu Ying: 20-22 / 21-10 / 21-12
- Shinta Mulia Sari /  Yao Lei –  Valeriya Efremova /  Violetta Arutyunyan: 21-0 / 21-0
- Chin Eei Hui /  Wong Pei Tty –  Veronika Sorokina /  Elizaveta Yakovleva: 21-4 / 21-11
- Cheng Wen-hsing /  Chien Yu-chin -  Aktar Shapla /  Konika Rani Adhikary: 21-9 / 21-12
- Duanganong Aroonkesorn /  Kunchala Voravichitchaikul –  Lê Ngọc Nguyên Nhung /  Thi Thanh Thuy Le: 21-10 / 21-19
- Miyuki Maeda /  Satoko Suetsuna –  Endang Nursugianti /  Rani Mundiasti: 23-21 / 21-14
- Pan Pan /  Tian Qing -  Rawan Mohamed /  Kaled Alkhalife Razan: 21-2 / 21-3
- Jo Novita /  Greysia Polii -  Anna Smirnova /  Yana Katerinich: w.o.
- Yang Wei /  Zhang Jiewen –  Jwala Gutta /  Shruti Kurien: 21-10 / 21-7
- Jiang Yanmei /  Li Yujia –  Porntip Buranaprasertsuk /  Soratja Chansrisukot: 21-6 / 21-9
- Vita Marissa /  Liliyana Natsir –  Aki Akao /  Tomomi Matsuda: 21-14 / 21-18
- Ha Jung-eun /  Kim Min-jung –  Tsai Pei-ling /  Yang Chia-tseng: 21-15 / 21-10
- Jo Novita /  Greysia Polii –  Shinta Mulia Sari /  Yao Lei: 21-13 / 24-22
- Cheng Wen-hsing /  Chien Yu-chin –  Chin Eei Hui /  Wong Pei Tty: 22-20 / 22-24 / 21-16
- Miyuki Maeda /  Satoko Suetsuna –  Duanganong Aroonkesorn /  Kunchala Voravichitchaikul: 21-11 / 21-14
- Lee Hyo-jung /  Lee Kyung-won –  Pan Pan /  Tian Qing: 21-15 / 21-14
- Yang Wei /  Zhang Jiewen –  Jiang Yanmei /  Li Yujia: 21-11 / 21-8
- Vita Marissa /  Liliyana Natsir –  Ha Jung-eun /  Kim Min-jung: 21-16 / 21-14
- Cheng Wen-hsing /  Chien Yu-chin –  Jo Novita /  Greysia Polii: 21-19 / 23-21
- Lee Hyo-jung /  Lee Kyung-won –  Miyuki Maeda /  Satoko Suetsuna: 21-17 / 21-18
- Yang Wei /  Zhang Jiewen –  Vita Marissa /  Liliyana Natsir: 21-10 / 21-16
- Cheng Wen-hsing /  Chien Yu-chin –  Lee Hyo-jung /  Lee Kyung-won: 21-18 / 21-5
- Yang Wei /  Zhang Jiewen –  Cheng Wen-hsing /  Chien Yu-chin: 22-20 / 21-16

### Mixed
- Balaram Thapa /  Sumina Shrestha -  Md Rais Uddin /  Aktar Shapla: 21-14 / 18-21 / 21-12
- Jung Jae-sung /  Lee Kyung-won -  Mohd Naser Mansour Nayef /  Kaled Alkhalife Razan: 21-10 / 21-7
- Hui Wai Ho /  Louisa Koon Wai Chee –  Tamadov Jumamuhammed /  Violetta Arutyunyan: 21-2 / 21-2
- Valiyaveetil Diju /  Jwala Gutta –  Phạm Cao Hiếu /  Vũ Thị Trang: 21-15 / 21-9
- Wang Chia-min /  Wang Pei-rong –  Trikishmyrat Poladov /  Valeriya Efremova: 21-4 / 21-3
- Dương Bảo Đức /  Thái Thị Hồng Gấm –  Kam Chung Kuan /  Vivian Hoo Kah Mun: 21-18 / 23-21
- Pashupati Paneru /  Sujana Shrestha –  Enkhbat Olonbayar /  Zolzaya Gankhuyag: 21-9 / 21-14
- Akshay Dewalkar /  Shruti Kurien –  Balaram Thapa /  Sumina Shrestha: 18-21 / 21-9 / 22-20
- Leung Chun Yiu /  Mong Kwan Yi –  Mikhail Zakharov /  Elizaveta Yakovleva: 21-6 / 15-21 / 21-12
- Koo Kien Keat /  Goh Liu Ying –  Chen Chaug Sheg /  Yang Chia-tseng: 21-11 / 21-9
- Jung Jae-sung /  Lee Kyung-won -  Abdul Hannan /  Konika Rani Adhikary: 21-8 / 21-7
- Hui Wai Ho /  Louisa Koon Wai Chee –  Pankaj Chand /  Nary Thapa: 21-9 / 21-4
- Dương Bảo Đức /  Thái Thị Hồng Gấm –  Pashupati Paneru /  Sujana Shrestha: 21-12 / 21-11
- Leung Chun Yiu /  Mong Kwan Yi –  Akshay Dewalkar /  Shruti Kurien: 22-20 / 21-17
- Koo Kien Keat /  Goh Liu Ying –  Jung Jae-sung /  Lee Kyung-won: 21-18 / 21-14
- Valiyaveetil Diju /  Jwala Gutta –  Hui Wai Ho /  Louisa Koon Wai Chee: 21-16 / 21-12
- Wang Chia-min /  Wang Pei-rong –  Dương Bảo Đức /  Thái Thị Hồng Gấm: 21-16 / 19-21 / 21-16
- Nova Widianto /  Liliyana Natsir –  Lim Khim Wah /  Wong Pei Tty: 21-18 / 21-19
- Hwang Ji-man /  Kim Min-jung –  Wang Chia-min /  Wang Pei-rong: 21-10 / 21-18
- Xie Zhongbo /  Zhang Yawen –  Tontowi Ahmad /  Yulianti CJ: 21-18 / 21-7
- Hsieh Yu-hsing /  Chien Yu-chin –  Tadashi Ohtsuka /  Satoko Suetsuna: 21-15 / 21-15
- He Hanbin /  Yu Yang –  Koo Kien Keat /  Goh Liu Ying: 21-18 / 21-18
- Tan Wee Kiong /  Woon Khe Wei –  Leung Chun Yiu /  Mong Kwan Yi: 21-6 / 21-12
- Lee Yong-dae /  Lee Hyo-jung –  Songphon Anugritayawon /  Kunchala Voravichitchaikul: 19-21 / 21-14 / 21-11
- Tsai Chia-hsin /  Cheng Shao-chieh –  Devin Lahardi Fitriawan /  Lita Nurlita: 17-21 / 21-15 / 21-18
- Hendri Kurniawan Saputra /  Li Yujia –  Kennevic Asuncion /  Kennie Asuncion: 22-20 / 21-16
- Muhammad Rizal /  Greysia Polii –  Sudket Prapakamol /  Saralee Thungthongkam: 21-13 / 21-13
- Chen Hung-ling /  Chou Chia-chi –  Lee Jae-jin /  Ha Jung-eun: 21-14 / 21-13
- Flandy Limpele /  Vita Marissa –  Hun Pin Chang /  Amelia Alicia Anscelly: 21-13 / 21-8
- Anggun Nugroho /  Endang Nursugianti –  Yohan Hadikusumo Wiratama /  Chau Hoi Wah: 21-17 / 21-15
- Valiyaveetil Diju /  Jwala Gutta –  Han Sang-hoon /  Hwang Yu-mi: 21-17 / 23-21
- Razif Abdul Latif /  Chong Sook Chin –  Keita Masuda /  Miyuki Maeda: 21-18 / 21-15
- Fang Chieh-min /  Cheng Wen-hsing –  Zheng Bo /  Gao Ling: 21-15 / 21-10
- Nova Widianto /  Liliyana Natsir –  Hwang Ji-man /  Kim Min-jung: 21-11 / 21-11
- Xie Zhongbo /  Zhang Yawen –  Hsieh Yu-hsing /  Chien Yu-chin: 21-14 / 21-12
- He Hanbin /  Yu Yang –  Tan Wee Kiong /  Woon Khe Wei: 21-10 / 21-10
- Lee Yong-dae /  Lee Hyo-jung –  Tsai Chia-hsin /  Cheng Shao-chieh: 21-3 Ret.
- Hendri Kurniawan Saputra /  Li Yujia –  Muhammad Rizal /  Greysia Polii: 21-15 / 17-21 / 21-18
- Flandy Limpele /  Vita Marissa –  Chen Hung-ling /  Chou Chia-chi: 21-14 / 21-15
- Anggun Nugroho /  Endang Nursugianti –  Valiyaveetil Diju /  Jwala Gutta: 21-19 / 21-15
- Fang Chieh-min /  Cheng Wen-hsing –  Razif Abdul Latif /  Chong Sook Chin: 21-13 / 21-9
- Nova Widianto /  Liliyana Natsir –  Xie Zhongbo /  Zhang Yawen: 21-18 / 18-21 / 21-15
- He Hanbin /  Yu Yang –  Lee Yong-dae /  Lee Hyo-jung: 21-19 / 21-19
- Flandy Limpele /  Vita Marissa –  Hendri Kurniawan Saputra /  Li Yujia: 21-8 / 21-12
- Fang Chieh-min /  Cheng Wen-hsing –  Anggun Nugroho /  Endang Nursugianti: 21-12 / 21-18
- Nova Widianto /  Liliyana Natsir –  He Hanbin /  Yu Yang: 21-14 / 21-17
- Flandy Limpele /  Vita Marissa –  Fang Chieh-min /  Cheng Wen-hsing: 21-17 / 21-15
- Flandy Limpele /  Vita Marissa –  Nova Widianto /  Liliyana Natsir: 21-17 / 21-17

## Medaillenspiegel
| Rang   | Land                | Gold | Silber | Bronze | Gesamt |
| ------ | ------------------- | ---- | ------ | ------ | ------ |
| 1      | Volksrepublik China | 2    | 2      | 2      | 6      |
| 2      | Südkorea            | 2    | 0      | 2      | 4      |
| 3      | Indonesien          | 1    | 2      | 2      | 5      |
| 4      | Chinesisch Taipeh   | 0    | 1      | 1      | 2      |
| 5      | Hongkong            | 0    | 0      | 2      | 2      |
| 6      | Malaysia            | 0    | 0      | 1      | 1      |
| Gesamt | Gesamt              | 5    | 5      | 10     | 20     |